# Тироліт

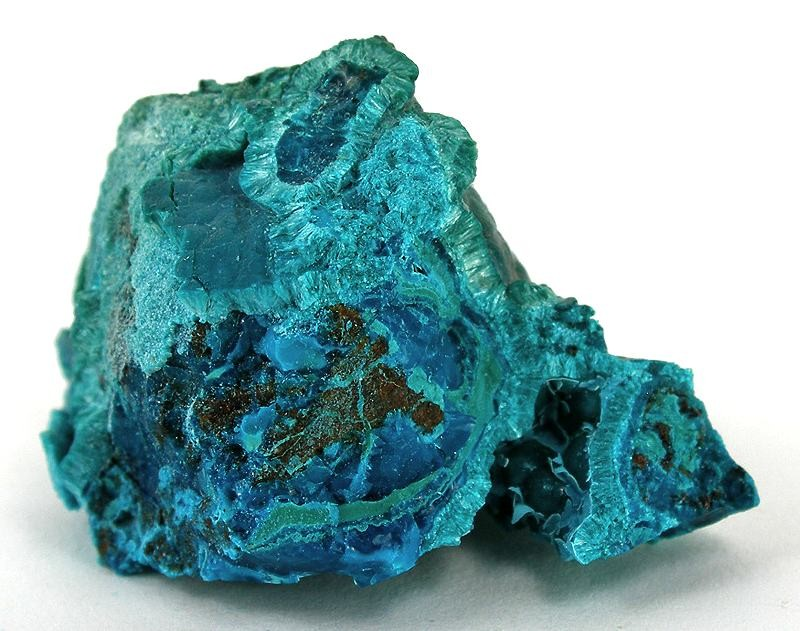
Хризокола на Тироліті, Чилі. 4,0 х 2,6 х 2,6 см

Тироліт, Тіроліт (рос. тиролит; англ. tyrolite; нім. Tyrolit m, Tirolit m) — мінерал, основний водний арсенат кальцію і міді. Синоніми: афрохальцит, купафрит, лейрохроїт, мідний накип.

## Етимологія та історія
Мінерал вперше був описаний німецьким геологом, професором мінералогії Фрайбурзької гірничої академії в Саксонії Авраамом Готлобом Вернером (1749 — 1817) і опублікований в 1817 році. Його позначення як «мідна піна» („schaumige“) обумовлювався «пінним» виглядом досліджуваних зразків. Згідно з описом Вернера, «мідна піна» була відома протягом тривалого часу, але її часто приймали за халькофіліт (також «мідна слюда») або малахіт, хоча різниця між цими мінералами суттєва.
У своїй праці «Handbuch der Bedeterminende Mineralogie», опублікованій у 1845 році, австрійський геолог, мінералог і геофізик Вільгельм Гайдінгер (1795 — 1871) запропонував систематичний список «малахіту», відомого до того часу. На додаток до ромбоедричного халькофіліту та пірамідального «ураніту» (сьогодні торберніт), він також перелічує  «Тіроліт» (синоніми «мідна піна» та «купафрит»). Разом з тим, мінерал малахіт позначений під загальним терміном «Евхлормалахіт». Назва «Тіроліт», надана Гайдінгером, відноситься до місця його відкриття в Тіролі, згаданого Вернером, і остаточно переважала в мінералогічному світі.
Термін купафрит, використаний Чарльзом Апемом Шепардом у 1835 році, не отримав поширення і не використовується сьогодні.

## Загальний опис
Хімічна формула:
- 1. За Є. Лазаренком: Ca2Cu9[(OH)10|(AsO4)4]•10H2O.
- 2. За К.Фреєм і за «Fleischer's Glossary» (2022): CaCu5(OH)4[AsO4]2[СО3]•6H2O.

Склад у % (з родов. Фалькенштайн, Тіроль): CaO — 6,44; CuO — 46,24; As2O5 — 27,07; H2O — 15,68. Домішки: CO2.
Сингонія ромбічна або моноклінна. Ромбо-дипірамідальний вид. Форми виділення: таблитчасті кристали, радіальні пластинки, суцільні маси, віялоподібні аґреґати, кіркові покриви. Спайність досконала по (001). Густина 2,27 (за інш. даними — до 3,23). Твердість 1,0-1,5(2). Колір блідо-зелений до блакитного. Риса: блідо-зелена або блідо-блакитна. Кристали демонструють ідеальне розщеплення, схоже на слюду, з перламутровим блиском на поверхнях розколу. Вторинний мінерал в зоні окиснення гідротермальних родовищ міді, зазвичай утворений зміною тенантиту. Рідкісний.
Асоціація: теннантит, малахіт, азурит, брошантит, хризокола.

## Поширення
Відомо багато локалітетів, найбільш характерні знахідки такі: поблизу м. Швац, Австрія, Тіроль.
Банська Бистриця, Словаччина. Поблизу Кельце, Польща. У Німеччині, Шнеєберг, Саксонія; Штальберг, Тюрингія; у Ріхельсдорфі, Гессен. Муніципалітет ле Праде, департамент Вар, Франція. В Іспанії поблизу Ов'єдо; у Вільяманіні, Провінція Леон. Поблизу м. Нерчинськ, Забайкалля. Поблизу м. Анарак, Іран. У США в штатах Юта, Невада. Префектури Ямагуті та Міядзакі, Японія.